# Jaap Stenger
Jacob Johannes (Jaap) Stenger  (Delft, 4 juli 1907 – Den Haag, 16 mei 1992) was een Nederlands roeier. Hij nam eenmaal deel aan de Olympische Spelen, maar won bij die gelegenheid geen medaille.
Op de Olympische Spelen van 1928 in Amsterdam maakte hij op 20-jarige leeftijd zijn olympisch debuut bij het roeien. De roeiwedstrijden vonden plaats op de Ringvaart bij Sloten, omdat de Amstel was afgekeurd door de Internationale Roeibond FISA. De wedstrijdbaan van 2000 m was vrij smal en hierdoor was het olympische programma verlengd. Totaal was er 3000m rechte baan beschikbaar, zodat ook extra oefenwater beschikbaar was. Via een speciaal systeem met repèchages waren ploegen niet direct uitgeschakeld, maar kondden zich middels een herkansing alsnog kwalificeren voor de halve finale. Bij de acht met stuurman werd hij in de tweede ronde uitgeschakeld met een tijd van 6.59,0.
In zijn actieve tijd was hij aangesloten bij DSRV Laga in Delft. Hij was scheepsbouwkundig ingenieur.

## Palmares
- 1928: tweede ronde OS - 6.59,0

Daan Ferman · 
Teun Beijnen · 
Jan Huges · 
Tjallie James · 
Appel Ooiman · 
Jaap Stenger · 
Henri Eli Kruyt · 
Guus van Ditzhuyzen · 
Koos Schouwenaar (stuurman)